# Liste der Kulturgüter in Freiburg
Die Liste der Kulturgüter in Freiburg enthält alle Objekte in der Gemeinde Freiburg (fr. Fribourg) im Kanton Freiburg, die gemäss der Haager Konvention zum Schutz von Kulturgut bei bewaffneten Konflikten, dem Bundesgesetz vom 20. Juni 2014 über den Schutz der Kulturgüter bei bewaffneten Konflikten sowie der Verordnung vom 29. Oktober 2014 über den Schutz der Kulturgüter bei bewaffneten Konflikten unter Schutz stehen.
Objekte der Kategorien A und B sind vollständig in der Liste enthalten, Objekte der Kategorie C fehlen zurzeit (Stand: 1. Januar 2023).

## Kulturgüter
| Foto | | Objekt | Kat. | Typ | Standort | Beschreibung |
| ---- | --- | --- | ---- | --- | --- | --- |
| ja   | Datei hochladen · Wikidata zu Zisterzienserabtei Magerau (Q334003) | Zisterzienserabtei Magerau / Abbaye cistercienne de la Maigrauge KGS-Nr.: 02063 | A    | G   | Chemin de l’Abbaye 2–8 578619 / 183222                                                                      | |
| ja   | Datei hochladen · Wikidata zu Gutenberg Museum (Q3329189) | Kornhaus Derrière-Notre-Dame (ehemaliges Gutenberg-Museum) / Grenier de Derrière-Notre-Dame KGS-Nr.: 02064 | A    | G   | Place Notre-Dame 14, 16 578877 / 184051                                                                     | |
| ja   | Datei hochladen · Wikidata zu Kantons- und Universitätsbibliothek Freiburg (Q1728085)                                                                                         | Kantons- und Universitätsbibliothek Freiburg (Gebäude) / Bibliothèque cantonale et universitaire (bâtiment) KGS-Nr.: 02065 | A    | G   | Rue Joseph-Piller 2 578424 / 183977                                                                         | |
| ja   | Datei hochladen · Wikidata zu St. Nikolaus (Freiburg im Üechtland) (Q680931)                                                                                                  | Kathedrale St. Nikolaus mit Kirchenschatz / Cathédrale Saint-Nicolas avec trésor KGS-Nr.: 02067 | A    | G/S | Rue de la Cathédrale Saint-Nicolas 7 578964 / 183927                                                        | |
| ja   | Datei hochladen · Wikidata zu Kapelle Unserer Lieben Frau von Loreto (Q29479097)                                                                                              | Kapelle Unserer Lieben Frau von Loreto / Chapelle Notre-Dame-de-Lorette KGS-Nr.: 02068 | A    | G   | Chemin de Lorette 3 579203 / 183353                                                                         | |
| ja   | Datei hochladen · Wikidata zu Kapelle Saint-Barthélemy, bekannt als Kapelle von Pérolles (Q29479100)                                                                          | Kapelle Saint-Barthélemy, genannt Kapelle Pérolles / Chapelle Saint-Barthélemy dite chapelle de Pérolles KGS-Nr.: 02069 | A    | G   | Avenue du Midi 41 577630 / 183020                                                                           | |
| ja   | Datei hochladen · Wikidata zu Schloss La Poya (Q7236968) | Vorstädtische Villa von François-Philippe de Lanthen-Heid, genannt Schloss La Poya, mit Scheiterhaufen und Stallungen / Villa suburbaine de François-Philippe de Lanthen-Heid dit Château de la Poya, avec bûcher et écuries KGS-Nr.: 02070                                                      | A    | G   | Rue de Morat 44–48 578700 / 184775                                                                          | |
| ja   | Datei hochladen · Wikidata zu Kollegium St. Michael (Q681917) | Kollegium St. Michael und Kirche / Collège Saint-Michel et église KGS-Nr.: 02072 | A    | G   | Rue Saint-Pierre-Canisius 6, 8, 10, 12, 20 578571 / 183983                                                  | |
| ja   | Datei hochladen · Wikidata zu Kapuzinerkloster Freiburg im Üechtland (Q29479104)                                                                                              | Kapuzinerkloster und Kirche Sainte-Marie-Madeleine / Couvent des Capucins et église Sainte-Marie-Madeleine KGS-Nr.: 02073 | A    | G   | Rue de Morat 28, 30, 32 578645 / 184393                                                                     | |
| ja   | Datei hochladen · Wikidata zu Franziskaner-Konventualenkloster, Kirche Sainte-Croix und Internat von Pater Girard (Q5390793)                                                  | Franziskanerkloster, Kirche Sainte-Croix und Pensionat von Pater Girard / Couvent des Cordeliers, église Sainte-Croix et pensionnat du Père Girard KGS-Nr.: 02074 | A    | G   | Rue de Morat 4, 6, 8 578777 / 184078                                                                        | |
| ja   | Datei hochladen · Wikidata zu Ursulinenkloster (Q29479106) | Ursulinenkloster und Kirche Sainte-Ursule / Couvent des Ursulines et église Sainte-Ursule KGS-Nr.: 02075 | A    | G   | Rue de Lausanne 90, 92 578480 / 183776                                                                      | |
| ja   | Datei hochladen · Wikidata zu Ehemalige Kommende des Johanniterordens, ehemaliges Spital, Kirche Saint-Jean-Baptiste, Beinhaus Sainte-Anne und Friedhofsoratorium (Q18117870) | Ehemalige Kommende des Johanniterordens, ehemaliges Spital, Kirche Saint-Jean-Baptiste, Beinhaus Sainte-Anne und Friedhofsoratorium / Ancienne commanderie des Chevaliers de Saint-Jean, ancien hospice, église Saint-Jean-Baptiste, ossuaire Saint-Anne et oratoire du cimetière KGS-Nr.: 02076 | A    | G   | Planche-Supérieure 3, 3b, 5, 5a, 7, 9, 11, 11a 578953 / 183577                                              | |
| ja   | Datei hochladen · Wikidata zu Ehemaliges Augustinerkloster und Kirche Saint-Maurice (Q4025376)                                                                                | Ehemaliges Augustinerkloster und Kirche Saint-Maurice / Ancien couvent des Ermites de Saint-Augustin et église Saint-Maurice KGS-Nr.: 02077 | A    | G   | Rue des Augustins 1, 3, 3a 579252 / 183760                                                                  | |
| ja   | Datei hochladen · Wikidata zu Jo Siffert Brunnen (Q29479121) | Jo-Siffert-Brunnen / Fontaine Jo Siffert KGS-Nr.: 02082 | A    | K   | Grandes-Places 578278 / 183506                                                                              | |
| ja   | Datei hochladen · Wikidata zu Rathaus (Q29479127) | Rathaus / Hôtel de Ville KGS-Nr.: 02084 | A    | G   | Place de l’Hôtel-de-Ville 2, 2a 578809 / 183838                                                             | |
| ja   | Datei hochladen · Wikidata zu Ratzéhof, derzeit Museum für Kunst und Geschichte (Q29479128)                                                                                   | Ratzéhof, derzeit Museum für Kunst und Geschichte / Hôtel Ratzé, actuellement Musée d'Art et d'Histoire KGS-Nr.: 02085 | A    | G   | Rue de Morat 12 578700 / 184104                                                                             | |
| ja   | Datei hochladen · Wikidata zu Haus Fégely-d'Estavayer, genannt Vicarino (Q29479133)                                                                                           | Haus Fégely-d'Estavayer, genannt Vicarino / Maison de Fégely-d'Estavayer dite Vicarino KGS-Nr.: 02086 | A    | G   | Rue des Alpes 14 578571 / 183778                                                                            | |
| ja   | Datei hochladen · Wikidata zu Haus von François-Prosper de Castella de Villardin (Q29479134)                                                                                  | Haus von François-Prosper de Castella de Villardin / Maison de François-Prosper de Castella de Villardin KGS-Nr.: 02087 | A    | G   | Grand-Rue 55 578988 / 183867                                                                                | |
| ja   | Datei hochladen · Wikidata zu Haus Reyff de Cugy (Q29479142) | Haus Reyff de Cugy / Maison de Reyff de Cugy KGS-Nr.: 02089 | A    | G   | Grand-Rue 14 578919 / 183843                                                                                | |
| ja   | Datei hochladen · Wikidata zu Haus Velga, d’Englisberg, später Techtermann (Q29479143)                                                                                        | Haus Velga, d’Englisberg, später Techtermann / Maison Velga, d’Englisberg puis de Techtermann KGS-Nr.: 02090 | A    | G   | Rue de Zaehringen 13 579145 / 183792                                                                        | |
| ja   | Datei hochladen · Wikidata zu Gotisches Haus (Q29479147) | Gotisches Haus / Maison gothique KGS-Nr.: 02091 | A    | G   | Rue d’Or 13 579338 / 183702                                                                                 | |
| ja   | Datei hochladen · Wikidata zu Visitandinnenkloster, Kirche Saint-Esprit und Gartenkapellen (Q29479148)                                                                        | Visitandinnenkloster, Kirche Saint-Esprit und Gartenkapellen / Monastère de la Visitation, église du Saint-Esprit et chapelles des jardins KGS-Nr.: 02092 | A    | G   | Rue de Morat 16, 16a–16l, 18, 18a, 20, 22 578655 / 184177                                                   | |
| ja   | Datei hochladen · Wikidata zu Kapuzinerkloster Montorge, Kirche Saint-Joseph und Gartenkapellen (Q29479149)                                                                   | Kapuzinerkloster Montorge, Kirche Saint-Joseph und Gartenkapellen / Monastère des Capucines de Montorge, église Saint-Joseph et chapelles du jardin KGS-Nr.: 02093 | A    | G   | Chemin de Lorette 8, 10, 12, 14, 14a, 16, 18, 20, 20a–e, 22 578864 / 183339                                 | |
| ja   | Datei hochladen · Wikidata zu Bernbrücke (Q3396867) | Bernbrücke / Pont de Berne KGS-Nr.: 02094 | A    | G   | Place du Petit-Saint-Jean / Rue des Forgerons 579417 / 183715                                               | |
| ja   | Datei hochladen · Wikidata zu Johannesbrücke (Q3397119) | Johannesbrücke / Pont de Saint-Jean KGS-Nr.: 02095 | A    | G   | Rue de la Neuveville / Planche-Supérieure 578880 / 183620                                                   | |
| ja   | Datei hochladen · Wikidata zu Mittlere Brücke (Q3397464) | Mittlere Brücke / Pont du Milieu KGS-Nr.: 02096 | A    | G   | Planche-Inférieure / Place du Petit-Saint-Jean 579292 / 183530                                              | |
| ja   | Datei hochladen · Wikidata zu Universitätskomplex Miséricorde und Kapelle Christ-Roi (Q116783240)                                                                             | Universitäts-Standort Miséricorde und Kapelle Christ-Roi / Université de Miséricorde et chapelle du Christ-Roi KGS-Nr.: 02097 | A    | G   | Avenue de l'Europe 20, 20b, 20g, 20h, 20i 578105 / 183936                                                   | |
| ja   | Datei hochladen · Wikidata zu Stadtbefestigung Freiburg (Q29479122) | Stadtbefestigung / Fortifications KGS-Nr.: 02098 | A    | G   | 578534 / 183673                                                                                             | Umfasst Stadtmauer, Berntor, Roter Turm, Katzenturm, Gottéron-Tor, Dürrenbühl-Turm, Bourguillon-Tor, Magerau-Tor, Henri-Turm, Aigroz-Turm, Curtil-Novels-Turm, Grand Boulevard, Rasiermesser-Turm und Murtentor. |
| ja   | Datei hochladen · Wikidata zu Kornhaus La Planche (Q29479123) | Kornhaus La Planche / Grenier de la Planche KGS-Nr.: 02100 | A    | G   | Planche-Supérieure 13 579023 / 183532                                                                       | |
| ja   | Datei hochladen · Wikidata zu Auberge de la Cigogne (Q29479076) | Gasthof La Cigogne / Auberge de la Cigogne KGS-Nr.: 02105 | A    | G   | Rue d’Or 24 579363 / 183678                                                                                 | |
| ja   | Datei hochladen · Wikidata zu Staatskanzlei (Q29479093) | Staatskanzlei / Chancellerie de l’Etat KGS-Nr.: 02112 | A    | G   | Rue des Chanoines 17 579047 / 183927                                                                        | |
| ja   | Datei hochladen · Wikidata zu Pfarreizentrum und Kirche Le Christe-Roi (Q29479089)                                                                                            | Pfarreizentrum und Kirche Le Christe-Roi / Centre paroissiale et église du Christe-Roi KGS-Nr.: 02116 | A    | G   | Boulevard de Pérolles 41, 45, 53 578271 / 182889                                                            | |
| ja   | Datei hochladen · Wikidata zu Notre-Dame (Q1750387) | Basilika Notre-Dame-de-l’Immaculée-Conception mit Kirchenschatz / Basilique Notre-Dame-de-l’Immaculée-Conception avec trésor KGS-Nr.: 02117 | A    | G/S | Place de Notre-Dame 1 578858 / 184010                                                                       | |
| ja   | Datei hochladen · Wikidata zu Fabrikgebäude Chocolat Villars mit Transformatorstation und Dampfmaschine (Q3559066)                                                            | Fabrikgebäude Chocolat Villars mit Transformatorstation und Dampfmaschine / Fabrique de Chocolats Villars avec station transformatrice et moteur à vapeur KGS-Nr.: 02120 | A    | G   | Route de la Fonderie 2, 6, 6a, 6b 578269 / 182616                                                           | |
| ja   | Datei hochladen · Wikidata zu Brunnen der Treue (Q29479110) | Brunnen der Treue / Fontaine de la Fidélité KGS-Nr.: 02121 | A    | K   | Rue des Forgerons 579456 / 183738                                                                           | |
| ja   | Datei hochladen · Wikidata zu Brunnen der Stärke (Q29479111) | Brunnen der Stärke / Fontaine de la Force KGS-Nr.: 02122 | A    | K   | Escaliers du Court-Chemin 578786 / 183734                                                                   | |
| ja   | Datei hochladen · Wikidata zu Brunnen der Samariterin (Q29479112) | Brunnen der Samariterin / Fontaine de la Samaritaine KGS-Nr.: 02123 | A    | K   | Rue de la Samaritaine 579279 / 183647                                                                       | |
| ja   | Datei hochladen · Wikidata zu Brunnen der Tapferkeit (Q29479113) | Brunnen der Tapferkeit / Fontaine de la Vaillance KGS-Nr.: 02124 | A    | K   | Rue des Chanoines 579009 / 183910                                                                           | |
| ja   | Datei hochladen · Wikidata zu Samson-Brunnen (Q29479120) | Samson-Brunnen / Fontaine de Samson KGS-Nr.: 02125 | A    | K   | Place de Notre-Dame 578859 / 183985                                                                         | |
| ja   | Datei hochladen · Wikidata zu Brunnen des Heiligen Georg (Q29479117) | Brunnen des Heiligen Georg / Fontaine de Saint-Georges KGS-Nr.: 02126 | A    | G   | Place de l’Hôtel-de-Ville 578803 / 183862                                                                   | |
| ja   | Datei hochladen · Wikidata zu Brunnen des heiligen Johannes (Q29479119) | Brunnen des heiligen Johannes / Fontaine de Saint-Jean KGS-Nr.: 02127 | A    | G   | Planche-Supérieure 578951 / 183543                                                                          | |
| ja   | Datei hochladen · Wikidata zu Brunnen der Heiligen Anna (Q29479115) | Brunnen der Heiligen Anna / Fontaine de Sainte-Anne KGS-Nr.: 02130 | A    | K   | Place du Petit-Saint-Jean 579297 / 183633                                                                   | |
| ja   | Datei hochladen · Wikidata zu Burgerspital (Q29479126) | Burgerspital / Hôpital des Bourgeois KGS-Nr.: 02131 | A    | G   | Rue de l’Hôpital 2 578305 / 183857                                                                          | |
| ja   | Datei hochladen · Wikidata zu Haus von Jean-François d’Ammann de Macconens (Q29479137)                                                                                        | Haus von Jean-François d’Ammann de Macconens / Maison de Jean-François d'Ammann de Macconens KGS-Nr.: 02135 | A    | G   | Grand-Rue 59 578939 / 183880                                                                                | |
| ja   | Datei hochladen · Wikidata zu Haus des Landvogts François-Philippe de Lanthen-Heid (Q29479139)                                                                                | Haus des Landvogts François-Philippe de Lanthen-Heid / Maison de l’avoyer François-Philippe de Lanthen-Heid KGS-Nr.: 02146 | A    | G   | Grand-Rue 56 578974 / 183870                                                                                | |
| ja   | Datei hochladen · Wikidata zu Haus der Gerber Reyff (Q29479145) | Haus der Gerber Reyff / Maison des tanneurs Reyff KGS-Nr.: 02149 | A    | G   | Rue de la Samaritaine 16 579230 / 183673                                                                    | |
| ja   | Datei hochladen · Wikidata zu Haus des Venners Nicolas Kuenlin (Q29479140) | Haus des Venners Nicolas Kuenlin / Maison du banneret Nicolas de Kuenlin KGS-Nr.: 02154 | A    | G   | Rue des Augustins 2 579211 / 183731                                                                         | |
| ja   | Datei hochladen · Wikidata zu Haus von Pierre de Gottrau de Granges, genannt Les Tornalettes (Q29479136)                                                                      | Haus von Pierre de Gottrau de Granges, genannt Les Tornalettes / Maison de Pierre de Gottrau des Granges dite Les Tornalettes KGS-Nr.: 02155 | A    | G   | Grand-Rue 67 578892 / 183881                                                                                | |
| ja   | Datei hochladen · Wikidata zu Haus de Gottrau, später de Buman (Q29479141) | Haus de Gottrau, später de Buman / Maison de Gottrau puis de Buman KGS-Nr.: 02160 | A    | G   | Grand-Rue 10 578883 / 183841                                                                                | |
| ja   | Datei hochladen · Wikidata zu Haus Kuenlin, später Pfarrhaus der Pfarrei Saint-Maurice (Q29479107)                                                                            | Haus Kuenlin, später Pfarrhaus der Pfarrei Saint-Maurice / Maison Kuenlin puis cure de la paroisse Saint-Maurice KGS-Nr.: 02164 | A    | G   | Rue de la Lenda 1 579185 / 183738                                                                           | |
| ja   | Datei hochladen · Wikidata zu Bischofsresidenz, ehemals Maison de Montenach (Q29694437)                                                                                       | Bischofsresidenz, ehemals Maison de Montenach / Résidence épiscopale, ancienne Maison de Montenach KGS-Nr.: 02174 | A    | G   | Rue de Lausanne 86 578500 / 183816                                                                          | |
| ja   | Datei hochladen · Wikidata zu Energiezentrale La Maigrauge, ehemaliges Wasserkraftwerk, Staudamm und Wärmekraftwerk (Q15856024)                                               | Energiezentrale La Maigrauge, ehemaliges Wasserkraftwerk, Staudamm und Wärmekraftwerk / Centrale énergétique de la Maigrauge, ancienne usine hydraulique, barrage et usine thermique KGS-Nr.: 02176                                                                                              | A    | G   | Promenade du Barrage 1 579158 / 183063                                                                      | |
| ja   | Datei hochladen · Wikidata zu Museum für Kunst und Geschichte Freiburg (Q3329616)                                                                                             | Museum für Kunst und Geschichte (Sammlung) / Musée d'art et d'histoire (collection) KGS-Nr.: 08662 | A    | S   | Ratzéhof, Rue de Morat 12 578696 / 184110                                                                   | |
| ja   | Datei hochladen | Ehemaliges Gutenberg-Museum, Schweizer Museum der grafischen Kunst und der Kommunikation (Sammlung) / Musée Gutenberg, Musée suisse des arts graphiques et de la communication (collection) KGS-Nr.: 08690                                                                                       | A    | S   | 578864 / 184056                                                                                             | In Freiburg aufgelöst – Sammlung seit Dezember 2023 in der Enter Technikwelt Solothurn ausgestellt. |
| BW   | Datei hochladen · Wikidata zu Archiv des Naturhistorisches Museum und des Botanischen Gartens (Q116803979)                                                                    | Archiv des Naturhistorisches Museum und des Botanischen Gartens / Archives du Musée d’histoire naturelle et du jardin botanique KGS-Nr.: 08727 | A    | S   | Chemin du Musée 6 578511 / 182474                                                                           | |
| ja   | Datei hochladen · Wikidata zu Staatsarchiv Freiburg (Q16167953) | Staatsarchiv Freiburg (Sammlung) / Archives de l’État de Fribourg (collection) KGS-Nr.: 08824 | A    | S   | Route des Arsenaux 17 577966 / 183042                                                                       | |
| BW   | Datei hochladen · Wikidata zu Archiv des Franziskanerklosters (Sammlung) (Q29479070)                                                                                          | Archiv des Franziskanerklosters (Sammlung) / Archives du couvent des cordeliers (collection) KGS-Nr.: 08907 | A    | S   | Rue de Morat 6 578770 / 184088                                                                              | |
| ja   | Datei hochladen · Wikidata zu Kantons- und Universitätsbibliothek Freiburg (Sammlung) (Q29479079)                                                                             | Kantons- und Universitätsbibliothek Freiburg (Sammlung) / Bibliothèque cantonale et universitaire de Fribourg (collection) KGS-Nr.: 08926 | A    | S   | Rue Joseph-Piller 2 578419 / 183988                                                                         | |
| ja   | Datei hochladen · Wikidata zu Haus von Baron Alfred d’Alt (Q29479131) | Haus von Baron Alfred d’Alt / Maison du Baron Alfred d'Alt KGS-Nr.: 09100 | A    | G   | Place de l’Hôtel-de-Ville 1 578834 / 183879                                                                 | |
| ja   | Datei hochladen · Wikidata zu Haus de Castella de Berlens, später Cercle de la Grande Société (Q29479091)                                                                     | Haus de Castella de Berlens, später Cercle de la Grande Société / Maison de Castella de Berlens puis Cercle de la Grande Société KGS-Nr.: 09261 | A    | G   | Grand-Rue 68 578857 / 183880                                                                                | |
| ja   | Datei hochladen · Wikidata zu Schwimmbad La Motta (Q2879954) | Schwimmbad La Motta / Bains de la Motta KGS-Nr.: 09263 | A    | G   | Chemin des Bains 8 578692 / 183526                                                                          | |
| ja   | Datei hochladen · Wikidata zu Die Arkaden (Q29479130) | Les Arcades KGS-Nr.: 09277 | A    | G   | Place des Ormeaux 1 578803 / 183936                                                                         | |
| BW   | Datei hochladen · Wikidata zu Bibliothek des Klosters Magerau (Sammlung) (Q27480245)                                                                                          | Bibliothek des Klosters Magerau (Sammlung) / Bibliothèque de l’Abbaye de la Maigrauge (collection) KGS-Nr.: 09298 | A    | S   | Chemin de l’Abbaye 2 578620 / 183236                                                                        | |
| BW   | Datei hochladen · Wikidata zu Bibliothek des Franziskanerklosters (Sammlung) (Q29479084)                                                                                      | Bibliothek des Franziskanerklosters (Sammlung) / Bibliothèque du couvent des cordeliers (collection) KGS-Nr.: 09328 | A    | S   | Rue de Morat 6 578779 / 184096                                                                              | |
| ja   | Datei hochladen · Wikidata zu Gotisches Gerberhaus (Q29479124) | Gotisches Gerberhaus / Maison gothique de tanneur KGS-Nr.: 09405 | A    | G   | Rue de la Neuveville 48 578796 / 183704                                                                     | |
| ja   | Datei hochladen · Wikidata zu Haus Techtermann (Q29479125) | Haus Techtermann / Maison de Techtermann KGS-Nr.: 09406 | A    | G   | Rue d’Or 7 579318 / 183695                                                                                  | |
| ja   | Datei hochladen · Wikidata zu Mietshaus Sallin (Q29479129) | Mietshaus Sallin / Immeuble de rapport Sallin KGS-Nr.: 09407 | A    | G   | Boulevard de Pérolles 39 578257 / 182953                                                                    | |
| ja   | Datei hochladen · Wikidata zu Haus Tobie de Castella de Delley (Q29479132) | Haus Tobie de Castella de Delley / Maison de Tobie de Castella de Delley KGS-Nr.: 09408 | A    | G   | Rue Pierre-Aeby 3 578770 / 183953                                                                           | |
| ja   | Datei hochladen · Wikidata zu Gottéron-Brücke (Q3397443) | Gottéron-Brücke / Pont du Gottéron KGS-Nr.: 09409 | A    | G   | Route de Bourguillon 579636 / 183727                                                                        | |
| ja   | Datei hochladen · Wikidata zu Freiburg, mittelalterlich-neuzeitliche Stadt (Q29479152)                                                                                        | Freiburg, mittelalterlich-neuzeitliche Stadt / Fribourg, ville médiévale – époque contemporaine KGS-Nr.: 09597 | A    | F   | 579100 / 183800                                                                                             | |
| ja   | Datei hochladen · Wikidata zu Ehemaliges Post- und Telegrafenamt (Q29479067)                                                                                                  | Ehemaliges Post- und Telegrafenamt / Ancien Hôtel des Postes et Télégraphes KGS-Nr.: 09956 | A    | G   | Square des Places 3 578402 / 183727                                                                         | |
| ja   | Datei hochladen · Wikidata zu Haus Fégely, später Kaemmerling, ehemalige Gerberei Deillon (Q29479146)                                                                         | Haus Fégely, später Kaemmerling, ehemalige Gerberei Deillon / Maison Fégely puis Kaemmerling, ancienne tannerie Deillon KGS-Nr.: 09958 | A    | G   | Rue de la Neuveville 46 578790 / 183704                                                                     | |
| ja   | Datei hochladen · Wikidata zu Pfarrkirche St. Peter (Q29479108) | Kirche Saint-Pierre / Église Saint-Pierre KGS-Nr.: 09960 | A    | G   | Avenue Jean-Gambach 6 577738 / 183584                                                                       | |
| ja   | Datei hochladen · Wikidata zu Villa Mayer-Daguet, aktuell Hahnloser (Q29479154)                                                                                               | Villa Mayer-Daguet KGS-Nr.: 09965 | A    | G   | Avenue Jean-Gambach 24 577916 / 183850                                                                      | |
| ja   | Datei hochladen · Wikidata zu Standseilbahn Neuveville–Saint-Pierre (Q100009)                                                                                                 | Standseilbahn Neuveville–Saint-Pierre / Funiculaire Neuveville-Saint-Pierre KGS-Nr.: 10131 | A    | X   | Rue de la Sarine 2 / Route des Alpes 6 578534 / 183673                                                      | |
| BW   | Datei hochladen · Wikidata zu (Q29479074) | Archiv des kantonalen archäologischen Dienstes / Archives du Service archéologique cantonal KGS-Nr.: 11593 | A    | S   | Planche-Supérieure 13 579013 / 183533                                                                       | |
| ja   | Datei hochladen · Wikidata zu Haus de Gottrau de Billens (Q116821398) | Haus de Gottrau de Billens / Maison de Gottrau de Billens KGS-Nr.: 16757 | A    | G   | Grand-Rue 29 579057 / 183826                                                                                | |
| ja   | Datei hochladen · Wikidata zu Kapelle Notre-Dame de Bourguillon (Q29690272)                                                                                                   | Kapelle Notre-Dame de Bourguillon / Chapelle Notre-Dame de Bourguillon KGS-Nr.: 02066 | B    | G   | Bourguillon, Route de Bourguillon 17 580020 / 183250                                                        | |
| ja   | Datei hochladen · Wikidata zu Haus Praroman (Q29694190) | Haus Praroman / Maison de Praroman KGS-Nr.: 02088 | B    | G   | Grand-Rue 32 579089 / 183809                                                                                | |
| ja   | Datei hochladen · Wikidata zu Haus Techtermann und ehemaliger Gasthof zum Hirschen (Q29690142)                                                                                | Haus Techtermann und ehemaliger Gasthof zum Hirschen / Maison Techtermann et ancienne Auberge du Cerf KGS-Nr.: 02101 | B    | G   | Rue d’Or 5 579314 / 183683                                                                                  | |
| ja   | Datei hochladen · Wikidata zu Ehemaliger Bahnhof, Empfangsgebäude (Q29690073)                                                                                                 | Ehemaliger Bahnhof, Empfangsgebäude / Ancienne gare, bâtiment aux voyageurs KGS-Nr.: 02103 | B    | G   | Esplanade de l'Ancienne-Gare 3 577994 / 183486                                                              | |
| ja   | Datei hochladen · Wikidata zu Hauptsitz der Freiburger Kantonalbank (Q29690175)                                                                                               | Hauptsitz der Freiburger Kantonalbank / Siège de la Banque cantonale de Fribourg KGS-Nr.: 02106 | B    | G   | Boulevard de Pérolles 1 578057 / 183449                                                                     | |
| ja   | Datei hochladen · Wikidata zu St-Leonard-Friedhof mit Oratorium (Q29690337)                                                                                                   | Friedhof Saint-Léonard mit Oratorium / Cimetière St-Léonard avec oratoire KGS-Nr.: 02113 | B    | G   | Allée du Cimetière 578600 / 185450                                                                          | |
| ja   | Datei hochladen · Wikidata zu Brunnen des Heiligen Petrus (Q29690566) | Brunnen des Heiligen Petrus / Fontaine de Saint-Pierre KGS-Nr.: 02128 | B    | K   | Rue de l’Hôpital 578368 / 183850                                                                            | |
| ja   | Datei hochladen · Wikidata zu Wildmann-Brunnen (Q29690581) | Wildmann-Brunnen / Fontaine du Sauvage KGS-Nr.: 02129 | B    | K   | Rue de la Neuveville 578620 / 183640                                                                        | |
| ja   | Datei hochladen · Wikidata zu Haus Forestier (Q29694262) | Haus Forestier / Maison Forestier KGS-Nr.: 02133 | B    | G   | Place du Petit-Paradis 1 578636 / 183826                                                                    | |
| ja   | Datei hochladen · Wikidata zu Ehemaliges Gasthaus La Couronne (Q29693837) | Ehemaliges Gasthaus La Couronne / Ancienne Auberge de la Couronne KGS-Nr.: 02134 | B    | G   | Rue des Épouses 6 578890 / 183916                                                                           | |
| ja   | Datei hochladen · Wikidata zu Haus Ammann (Q29694022) | Haus Ammann, genannt Villa Chantal / Maison d’Ammann, dite Villa Chantal KGS-Nr.: 02136 | B    | G   | Rue de Morat 11 578641 / 184142                                                                             | |
| ja   | Datei hochladen · Wikidata zu Haus Affry (Q29694090) | Haus Affry / Maison d’Affry KGS-Nr.: 02140 | B    | G   | Place de Notre-Dame 8 578896 / 184036                                                                       | |
| ja   | Datei hochladen · Wikidata zu Haus von Antoine de Reynold, später Lanthen-Heid und Diesbach (Q29694074)                                                                       | Haus von Antoine de Reynold, später Lanthen-Heid und Diesbach / Maison d’Antoine de Reynold, puis Lanthen-Heid et Diesbach KGS-Nr.: 02141 | B    | G   | Rue Pierre-Aeby 14 578767 / 184006                                                                          | |
| ja   | Datei hochladen · Wikidata zu Ehemalige Auberge de la Couronne – Haus Fégely (Q29689930)                                                                                      | Haus von Xavier de Fégely de Prez / Maison de Xavier de Fégely de Prez KGS-Nr.: 02142 | B    | G   | Rue de Lausanne 32 578673 / 183864                                                                          | |
| ja   | Datei hochladen · Wikidata zu Haus de Fégely de Vivy (Q29694120) | Haus de Fégely de Vivy / Maison de Fégely de Vivy KGS-Nr.: 02143 | B    | G   | Rue Pierre-Aeby 12 578775 / 183992                                                                          | |
| ja   | Datei hochladen · Wikidata zu Haus des Landvogts Philippe de Gottrau de Pensier (Q29694149)                                                                                   | Haus des Landvogts Philippe de Gottrau de Pensier / Maison de l’avoyer Philippe de Gottrau de Pensier KGS-Nr.: 02144 | B    | G   | Rue de Lausanne 37 578662 / 183883                                                                          | |
| ja   | Datei hochladen · Wikidata zu Haus Philippe-François de Gottrau de Pensier (Q29693499)                                                                                        | Haus Philippe-François de Gottrau de Pensier / Maison Philippe-François de Gottrau de Pensier KGS-Nr.: 02145 | B    | G   | Rue de Lausanne 39 578643 / 183883                                                                          | |
| BW   | Datei hochladen · Wikidata zu Landhaus von François de Weck, Château des Bonnefontaines, mit Nebengebäuden (Q29694056)                                                        | Landhaus von François de Weck, Château des Bonnefontaines, mit Nebengebäuden / Manoir de François de Weck, Château des Bonnefontaines, avec dépendances KGS-Nr.: 02147 | B    | G   | Route des Bonnefontaines 20 577433 / 184631                                                                 | |
| ja   | Datei hochladen · Wikidata zu Haus Müller (Q29694176) | Haus Müller / Maison de Müller KGS-Nr.: 02148 | B    | G   | Rue de la Grand-Fontaine 7 578735 / 183797                                                                  | |
| ja   | Datei hochladen · Wikidata zu Schmiede La Balme genannt Maison Mooses (Q29694235)                                                                                             | Schmiede La Balme genannt Maison Mooses / Forge de la Balme dite Maison Mooses KGS-Nr.: 02151 | B    | G   | Rue de la Palme 2 579441 / 183730                                                                           | |
| ja   | Datei hochladen · Wikidata zu Propstei, genannt Haus des Domkapitels Saint-Nicolas (Q29694248)                                                                                | Propstei, genannt Haus des Domkapitels Saint-Nicolas / Prévôté dite Maison du Chapitre Saint-Nicolas KGS-Nr.: 02152 | B    | G   | Rue des Chanoines 13 579015 / 183937                                                                        | |
| ja   | Datei hochladen · Wikidata zu Haus von Pierre de Gottrau de Granges (Q29694277)                                                                                               | Haus von Pierre de Gottrau de Granges / Maison de Pierre de Gottrau de Granges KGS-Nr.: 02153 | B    | G   | Rue Cathédrale-St-Nicolas 1 578891 / 183946                                                                 | |
| ja   | Datei hochladen · Wikidata zu Haus von Jean-Antoine de Reynold und später d'Affry. Wohnsitz von Louis d'Affry, 1. Landamann der Schweiz (Q29694291)                           | Haus von Jean-Antoine de Reynold, später d’Affry / Maison de Jean-Antoine de Reynold puis d’Affry. Résidence de Louis d'Affry, 1er Landamann de la Suisse KGS-Nr.: 02156 | B    | G   | Rue Pierre-Aeby 16 578739 / 184046                                                                          | |
| ja   | Datei hochladen · Wikidata zu Haus Schroeter (Q29694300) | Haus Schroeter / Maison Schroeter KGS-Nr.: 02157 | B    | G   | Rue de Romont 4 578363 / 183768                                                                             | |
| ja   | Datei hochladen · Wikidata zu Haus Von der Weid de Seedorf (Q29693515) | Haus Von der Weid de Seedorf / Maison Von der Weid de Seedorf KGS-Nr.: 02158 | B    | G   | Rue de Lausanne 80 578527 / 183814                                                                          | |
| ja   | Datei hochladen · Wikidata zu Haus (Q29693854) | Haus / Maison KGS-Nr.: 02159 | B    | G   | Escaliers du Court-Chemin 11 578786 / 183766                                                                | |
| ja   | Datei hochladen · Wikidata zu Ehemaliger katholischer Zirkel (Q29693882) | Ehemaliger katholischer Zirkel / Ancien Cercle catholique KGS-Nr.: 02161 | B    | G   | Grand-Rue 13 578910 / 183842                                                                                | |
| ja   | Datei hochladen · Wikidata zu Haus von François-Philippe Von der Weid (Q29693913)                                                                                             | Haus von François-Philippe Von der Weid / Maison de François-Philippe von der Weid KGS-Nr.: 02163 | B    | G   | Grand-Rue 27 579039 / 183823                                                                                | |
| ja   | Datei hochladen · Wikidata zu Gotisches Haus des Gerbers Nicolas Reyff (Q29693823)                                                                                            | Gotisches Haus des Gerbers Nicolas Reyff / Maison gothique du tanneur Nicolas Reyff KGS-Nr.: 02165 | B    | G   | Rue de la Samaritaine 18 579236 / 183665                                                                    | |
| ja   | Datei hochladen · Wikidata zu Gotisches Haus (Q29693944) | Gotisches Haus / Maison gothique KGS-Nr.: 02166 | B    | G   | Rue de la Samaritaine 19 579271 / 183689                                                                    | |
| ja   | Datei hochladen · Wikidata zu Haus und ehemaliges Gasthaus Sternen (Q29693898)                                                                                                | Haus und ehemaliges Gasthaus Étoile / Maison et ancienne auberge de l’Étoile KGS-Nr.: 02167 | B    | G   | Rue de Romont 5 578353 / 183804                                                                             | |
| ja   | Datei hochladen · Wikidata zu Haus Reynold (Q29693865) | Haus Reynold / Maison de Reynold KGS-Nr.: 02168 | B    | G   | Rue des Épouses 14 578874 / 183895                                                                          | |
| ja   | Datei hochladen · Wikidata zu Gotisches Handwerkerhaus (Q29693957) | Gotisches Handwerkerhaus / Maison gothique d’artisan KGS-Nr.: 02169 | B    | G   | Stalden 20 579158 / 183707                                                                                  | |
| ja   | Datei hochladen · Wikidata zu Haus von Nicolas de Weck, heute Präfektur (Q29694424)                                                                                           | Haus von Nicolas de Weck, heute Präfektur / Maison de Nicolas de Weck, actuellement Préfecture KGS-Nr.: 02172 | B    | G   | Grand-Rue 51 579033 / 183859                                                                                | |
| ja   | Datei hochladen · Wikidata zu Haus von Henri-Ignace de Maillardoz (Q29693974)                                                                                                 | Haus von Henri-Ignace de Maillardoz / Maison de Henri-Ignace de Maillardoz KGS-Nr.: 02175 | B    | G   | Rue des Alpes 26 578595 / 183796                                                                            | |
| BW   | Datei hochladen · Wikidata zu Archiv des Bistums Lausanne-Genf-Freiburg (Q27480248)                                                                                           | Archiv und Sammlungen des Bistums Lausanne, Genf und Freiburg / Archives et collections de l’Evêché de Lausanne, Genève et Fribourg KGS-Nr.: 02867 | B    | G   | Rue de Lausanne 86 578500 / 183815                                                                          | |
| ja   | Datei hochladen · Wikidata zu Stadtarchiv Freiburg (Q27480243) | Archiv der Stadt Freiburg / Archives de la ville de Fribourg KGS-Nr.: 08861 | B    | S   | Rue des Chanoines 1 578969 / 183968                                                                         | |
| ja   | Datei hochladen · Wikidata zu Espace Jean-Tinguely–Niki-de-Saint-Phalle (Q19951018)                                                                                           | Espace Jean-Tinguely–Niki-de-Saint-Phalle KGS-Nr.: 09383 | B    | S   | Rue de Morat 2 578841 / 184033                                                                              | |
| ja   | Datei hochladen · Wikidata zu Gebäude Sicoop (Q29693805) | Gebäude Sicoop / Immeubles Sicoop KGS-Nr.: 09962 | B    | G   | Route des Vieux-Chênes 5, 7 579944 / 184582                                                                 | |
| ja   | Datei hochladen · Wikidata zu Haus von Diesbach-Steinbrugg, heute Schweizer Nähmaschinenmuseum, auch Wassmer-Museum genannt (Q29694105)                                       | Haus von Diesbach-Steinbrugg, heute Schweizer Nähmaschinenmuseum, auch Wassmer-Museum genannt / Maison de Diesbach-Steinbrugg, act. Musée suisse de la machine à coudre dit Musée Wassmer KGS-Nr.: 11114                                                                                         | B    | G   | Grand-Rue 58 578952 / 183877                                                                                | |
| ja   | Datei hochladen · Wikidata zu Kapelle Saint-Béat (Q29690287) | Kapelle Saint-Béat / Chapelle Saint-Béat KGS-Nr.: 13070 | B    | G   | Rue de la Palme 20 579556 / 183710                                                                          | |
| ja   | Datei hochladen · Wikidata zu Kapelle Saint-Josse (Q29690304) | Kapelle Saint-Josse / Chapelle Saint-Josse KGS-Nr.: 13071 | B    | G   | Chemin Saint-Jost 7 578952 / 183375                                                                         | |
| ja   | Datei hochladen · Wikidata zu Schloss Pérolles (Q29690322) | Schloss Pérolles / Château de Pérolles KGS-Nr.: 13072 | B    | G   | Avenue du Midi 39 577651 / 183002                                                                           | |
| ja   | Datei hochladen · Wikidata zu Augenklinik (Q29690356) | Augenklinik / Clinique ophtalmologique KGS-Nr.: 13073 | B    | G   | Route des Cliniques 17 578238 / 182474                                                                      | |
| ja   | Datei hochladen · Wikidata zu Ehemalige Rechtsakademie mit Weinhalle, dann Hotel de Fribourg und Albertinum (Q29690371)                                                       | Ehemalige Rechtsakademie mit Weinhalle, dann Hotel de Fribourg und Albertinum / Ancienne académie de droit avec halle aux vins, puis Hôtel de Fribourg et Albertinum KGS-Nr.: 13074 | B    | G   | Square des Places 2 578428 / 183853                                                                         | |
| ja   | Datei hochladen · Wikidata zu Konvikt Albertinum und Kapielle Saint-Albert-le-Grand (Q29690379)                                                                               | Konvikt Albertinum und Kapelle Saint-Albert-le-Grand / Convict Albertinum et chapelle Saint-Albert-le-Grand KGS-Nr.: 13075 | B    | G   | Rue de l’Hôpital 1 578407 / 183874                                                                          | |
| ja   | Datei hochladen · Wikidata zu Konvikt Salesianum (Q29690412) | Konvikt Salesianum / Convict Salesianum KGS-Nr.: 13077 | B    | G   | Avenue du Moléson 21 577831 / 184144                                                                        | |
| ja   | Datei hochladen · Wikidata zu Wachthaus am Berntor (Q29690424) | Wachthaus am Berntor / Corps de garde de la porte de Berne KGS-Nr.: 13078 | B    | G   | Rue des Forgerons 19 579385 / 183838                                                                        | |
| ja   | Datei hochladen · Wikidata zu Pfarrhaus von Bourguillon (Q29690441) | Pfarrhaus von Bourguillon / Cure de Bourguillon KGS-Nr.: 13079 | B    | G   | Bourguillon, Route de Bourguillon 13 579923 / 183300                                                        | |
| ja   | Datei hochladen · Wikidata zu Pfarrhaus der Pfarrei Saint-Jean (Q29690456) | Pfarrhaus der Pfarrei Saint-Jean / Cure de la paroisse de Saint-Jean KGS-Nr.: 13080 | B    | G   | Planche-Supérieure 1 578927 / 183607                                                                        | |
| ja   | Datei hochladen · Wikidata zu Pfarrhaus der Pfarrei Saint-Nicolas (Q29690471)                                                                                                 | Pfarrhaus der Pfarrei Saint-Nicolas / Cure de la paroisse de Saint-Nicolas KGS-Nr.: 13081 | B    | G   | Rue des Chanoines 3 578984 / 183959                                                                         | |
| ja   | Datei hochladen · Wikidata zu Ehemalige Ursulinen-Haushaltsschule (Q29690488)                                                                                                 | Ehemalige Ursulinen-Haushaltsschule / Ancienne école ménagère des Ursulines KGS-Nr.: 13082 | B    | G   | Rue des Alpes 6 578537 / 183753                                                                             | |
| BW   | Datei hochladen · Wikidata zu Schule der Missionen (Q29690504) | Schule der Missionen / École des Missions KGS-Nr.: 13083 | B    | G   | Rue du Botzet 18 578534 / 182938                                                                            | |
| ja   | Datei hochladen · Wikidata zu Primarschule Neuveville (Q29690519) | Primarschule Neuveville / École primaire de la Neuveville KGS-Nr.: 13084 | B    | G   | Grandes-Rames 34 578884 / 183724                                                                            | |
| ja   | Datei hochladen · Wikidata zu Sekundarschule Gambach für Mädchen (Q29690550)                                                                                                  | Sekundarschule Gambach für Mädchen / École secondaire de jeunes filles de Gambach KGS-Nr.: 13086 | B    | G   | Rue des Écoles 11 577917 / 183750                                                                           | |
| ja   | Datei hochladen · Wikidata zu Herberge Trois-Tours (Q29690608) | Hôtel des Trois-Tours KGS-Nr.: 13087 | B    | G   | Bourguillon, Route de Bourguillon 15 579972 / 183288                                                        | |
| ja   | Datei hochladen · Wikidata zu Bodevin-Gebäude, Avenue du Midi 5 (Q29690624)                                                                                                   | Wohnhäuser des Unternehmers Joseph Bodevin / Immeubles de l’entrepreneur Joseph Bodevin KGS-Nr.: 13089 | B    | G   | Avenue du Midi 3, 5, 7 577864 / 183428                                                                      | |
| ja   | Datei hochladen · Wikidata zu Genossenschaftswohnhaus La Sarinienne, Boulevard de Pérolles 12 (Q29690666)                                                                     | Genossenschaftswohnhäuser Les Pilettes, La Sarinienne et L’Avenir / Immeubles de la SI Les Pilettes, La Sarinienne et L’Avenir KGS-Nr.: 13091 | B    | G   | Boulevard de Pérolles 4, 6, 8, 10, 12, 14, 16 578122 / 183410                                               | |
| ja   | Datei hochladen · Wikidata zu Mietshäuser Hogg & Duriaux, Cacciami, Wyss, Gougain, Wyss & Bessner, Pavoni & Demarchi (Q29693041)                                              | Mietshäuser Hogg & Duriaux, Cacciami, Wyss, Gougain, Wyss & Bessner, Pavoni & Demarchi / Immeubles de rapport Hogg & Duriaux, Cacciami, Wyss, Gougain, Wyss & Bessner, Pavoni & Demarchi KGS-Nr.: 13102                                                                                          | B    | G   | Rue Jean-Grimoux 2, 4, 6, 8, 10, 12, 14, 16, 18, 20 / Rue Marcello 2 578402 / 184024                        | |
| ja   | Datei hochladen · Wikidata zu (Q29693360) | Mietshaus von Simon Piantino, genannt La Maison Rouge / Immeuble locatif de Simon Piantino, dite La Maison Rouge KGS-Nr.: 13113 | B    | G   | Rue Jean-Grimoux 24 578374 / 184178                                                                         | |
| ja   | Datei hochladen · Wikidata zu Gotisches Haus (Q29693178) | Gotisches Haus / Maison gothique KGS-Nr.: 13117 | B    | G   | Rue de Lausanne 12 578738 / 183897                                                                          | |
| ja   | Datei hochladen · Wikidata zu Neugotisches Mietshaus Pasquier-Castella (Q29693196)                                                                                            | Neugotisches Mietshaus Pasquier-Castella / Immeuble de rapport néogothique Pasquier-Castella KGS-Nr.: 13118 | B    | G   | Rue de Lausanne 16 578726 / 183881                                                                          | |
| ja   | Datei hochladen · Wikidata zu Haus des Kaufmanns Auguste Weissenbach (Q29692959)                                                                                              | Haus des Kaufmanns Auguste Weissenbach / Immeuble du négociant Auguste Weissenbach KGS-Nr.: 13119 | B    | G   | Rue de Lausanne 22 578713 / 183871                                                                          | |
| ja   | Datei hochladen · Wikidata zu Mietshaus (Q29693211) | Mietshaus / Immeuble de rapport KGS-Nr.: 13120 | B    | G   | Rue de Lausanne 61 578566 / 183866                                                                          | |
| ja   | Datei hochladen · Wikidata zu Spätgotisches Haus (Q29693228) | Spätgotisches Haus / Maison gothique tardif KGS-Nr.: 13121 | B    | G   | Rue de Lausanne 63 578560 / 183865                                                                          | |
| ja   | Datei hochladen · Wikidata zu Haus des Unternehmers Adolphe Perrona (Q29693245)                                                                                               | Haus des Unternehmers Adolphe Perrona / Immeuble de l'entrepreneur Adolphe Perrona KGS-Nr.: 13122 | B    | G   | Rue Louis-Chollet 7 578380 / 184289                                                                         | |
| ja   | Datei hochladen · Wikidata zu Mietshäuser Antiglio (Q29693264) | Mietshäuser Antiglio / Immeubles de rapport Antiglio KGS-Nr.: 13123 | B    | G   | Rue Louis-Chollet 9 / Rue Jean-Grimoux 6 578350 / 184284                                                    | |
| ja   | Datei hochladen · Wikidata zu Mietshaus der SI Avenue des Sciences (Q29693294)                                                                                                | Mietshaus / Immeuble de rapport KGS-Nr.: 13125 | B    | G   | Boulevard de Pérolles 19 578136 / 183239                                                                    | |
| ja   | Datei hochladen · Wikidata zu Genossenschaftswohnhäuser am Boulevard de Pérolles, von François Valenti und Hôtel de Rome (Q29693326)                                          | Genossenschaftswohnhäuser am Boulevard de Pérolles, von François Valenti und Hôtel de Rome / Immeubles de rapport de la SI du Boulevard de Pérolles, de François Valenti et Hôtel de Rome KGS-Nr.: 13127                                                                                         | B    | G   | Boulevard de Pérolles 26–30 578194 / 183183                                                                 | |
| BW   | Datei hochladen · Wikidata zu Mietshaus von Ernest Devolz (Q29692976) | Mietshaus / Immeuble de rapport KGS-Nr.: 13128 | B    | G   | Boulevard de Pérolles 71 578420 / 182742                                                                    | |
| ja   | Datei hochladen · Wikidata zu Privathaus von Simon-Nicolas von Lenzbourg (Q29693342)                                                                                          | Privathaus von Simon-Nicolas von Lenzbourg / Hôtel particulier de Simon-Nicolas de Lenzbourg KGS-Nr.: 13129 | B    | G   | Rue de Zaehringen 1 579117 / 183849                                                                         | |
| ja   | Datei hochladen · Wikidata zu Immobilienkomplex "Le Moderna" (Q29693374) | Mietshaus Moderna / Complexe immobilier Moderna KGS-Nr.: 13130 | B    | G   | Boulevard de Pérolles 20–24 / Rue Georges-Jordil 5 / Rue Hans-Geiler 1 / Rue Hans-Fries 1–3 578177 / 183249 | |
| ja   | Datei hochladen · Wikidata zu Mietshäuser von Kurt Eggimann (Q29693421) | Mietshäuser von Kurt Eggimann / Immeubles locatifs de Kurt Eggimann KGS-Nr.: 13132 | B    | G   | Boulevard de Pérolles 9–13 578105 / 183336                                                                  | |
| ja   | Datei hochladen · Wikidata zu Mietshaus von SI Pérolles SA (Q29693452) | Gebäude der Wohnbaugenossenschaft Pérolles / Immeuble de la SI de Pérolles KGS-Nr.: 13136 | B    | G   | Rue Frédéric-Chaillet 7 578073 / 183073                                                                     | |
| BW   | Datei hochladen · Wikidata zu Mietshaus Mayer (Q29693466) | Mietshaus Mayer / Immeuble de rapport Mayer KGS-Nr.: 13137 | B    | G   | Boulevard de Pérolles 91 578482 / 182663                                                                    | |
| ja   | Datei hochladen · Wikidata zu Wohnhaus des Unternehmers Adolphe Fischer-Reydellet (Q29693548)                                                                                 | Wohnhaus des Unternehmers Adolphe Fischer-Reydellet / Immeuble résidentiel de l’entrepreneur Adolphe Fischer-Reydellet KGS-Nr.: 13139 | B    | G   | Rue Hans-Fries 5 578260 / 183274                                                                            | |
| ja   | Datei hochladen · Wikidata zu Mietshaus des Unternehmers Hercule Hogg-Mons, Avenue du Midi 17 (Q29693563)                                                                     | Mietshäuser des Unternehmers Hercule Hogg-Mons / Immeubles de rapport de l'entrepreneur Hercule Hogg-Mons KGS-Nr.: 13140 | B    | G   | Avenue du Midi 17, 19 577815 / 183318                                                                       | |
| ja   | Datei hochladen · Wikidata zu House Avenue du Moléson 5-7, Fribourg (Q29693728)                                                                                               | Doppel-Mietvillen des Unternehmers Charles Winckler / Villa locatives doubles de l’entrepreneur Charles Winckler KGS-Nr.: 13144 | B    | G   | Avenue du Moléson 3, 5, 7, 9, 11 577742 / 183781                                                            | Drei Doppel-Mietvillen in Reihe |
| ja   | Datei hochladen · Wikidata zu Café Beau-Site und Mietshäuser des Anwalts Alfred Blanc (Q29693742)                                                                             | Café Beau-Site und Mietshäuser des Anwalts Alfred Blanc / Café Beau-Site et immeubles de rapport de l’avocat Alfred Blanc KGS-Nr.: 13149 | B    | G   | Route de Villars 1, 3, 5, 7, 9, 11 577511 / 183422                                                          | Gebäudekomplex mit 6 Mietshäusern |
| ja   | Datei hochladen · Wikidata zu Terrassenhaus von Pierre Siffert (Q29693758) | Terrassenhaus von Pierre Siffert / Immeuble en terrasses de Pierre Siffert KGS-Nr.: 13152 | B    | G   | Chemin des Kybourg 10 579340 / 184205                                                                       | |
| BW   | Datei hochladen · Wikidata zu Drei Turmwohnhochhäuser La Solidarité (Q29693789)                                                                                               | Drei Turmwohnhochhäuser La Solidarité / Trois immeubles-tours de La Solidarité KGS-Nr.: 13154 | B    | G   | Route du Jura 22–24, 26–28, 30–32 577415 / 184316                                                           | |
| ja   | Datei hochladen · Wikidata zu Haus de Castella dann Cercle de l’Union (Q29693989)                                                                                             | Haus de Castella dann Cercle de l’Union / Maison de Castella puis Cercle de l'Union KGS-Nr.: 13155 | B    | G   | Grand-Rue 6 578854 / 183838                                                                                 | |
| ja   | Datei hochladen · Wikidata zu Landhaus von Nicolas Aeby in Windig (Q29694038)                                                                                                 | Landhaus von Nicolas Aeby in Windig / Maison de campagne de Nicolas Aeby au Windig KGS-Nr.: 13156 | B    | G   | Chemin du Windig 312 579489 / 184933                                                                        | |
| ja   | Datei hochladen · Wikidata zu Haus La Providence und Kirche Notre-Dame-du-Bon-Secours (Q29694161)                                                                             | Haus La Providence und Kirche Notre-Dame-du-Bon-Secours / Maison de la Providence et église Notre-Dame-du-Bon-Secours KGS-Nr.: 13157 | B    | G   | Rue de la Neuveville 12 578695 / 183639                                                                     | |
| ja   | Datei hochladen · Wikidata zu Portierhaus des Kantonshauses, später Stadthaus (Q29694206)                                                                                     | Portierhaus des Kantonshauses, später Stadthaus / Conciergerie de l'Hôtel cantonal puis Maison de Ville KGS-Nr.: 13158 | B    | G   | Place de l’Hôtel de Ville 3 578809 / 183837                                                                 | |
| ja   | Datei hochladen · Wikidata zu Herrenhaus d’Alt, später de Diesbach-de Belleroche (Q29694323)                                                                                  | Herrenhaus d’Alt, später de Diesbach-de Belleroche / Manoir d’Alt, puis de Diesbach-de Belleroche KGS-Nr.: 13159 | B    | G   | Bourguillon, Route de Bourguillon 38 579939 / 183175                                                        | |
| BW   | Datei hochladen · Wikidata zu Herrenhaus Chollet (Q29694338) | Herrenhaus Chollet / Manoir de Chollet KGS-Nr.: 13160 | B    | G   | Bourguillon, Chemin du Breitfeld 10 579374 / 182784                                                         | |
| ja   | Datei hochladen · Wikidata zu Pensionat der Villa Thérèse (Q29694355) | Pensionat der Villa Thérèse / Pensionnat de la Villa Thérèse KGS-Nr.: 13161 | B    | G   | Route de Berne 10 579299 / 184406                                                                           | |
| ja   | Datei hochladen · Wikidata zu Pensionat der Ursulininnen (Q29694369) | Pensionat der Ursulininnen / Pensionnat des Ursulines KGS-Nr.: 13162 | B    | G   | Rue des Alpes 2 578486 / 183731                                                                             | |
| ja   | Datei hochladen · Wikidata zu Malzsilo der Brauerei Cardinal (Q29694450) | Malzsilo der Brauerei Cardinal / Silo à malt de la Brasserie du Cardinal KGS-Nr.: 13166 | B    | G   | Passage du Cardinal 9 577788 / 182931                                                                       | |
| ja   | Datei hochladen · Wikidata zu Reformierte Kirche (Q29694465) | Reformierte Kirche / Temple protestant KGS-Nr.: 13167 | B    | G   | Rue du Temple 2 578217 / 183728                                                                             | |
| BW   | Datei hochladen · Wikidata zu Gebäude der Naturwissenschaftlichen Fakultät und Naturhistorisches Museum (Q29694485)                                                           | Gebäude der Naturwissenschaftlichen Fakultät und Naturhistorisches Museum / Bâtiment de la Faculté des Sciences et Musée d’histoire naturelle KGS-Nr.: 13168 | B    | G   | Chemin du Musée 6 578504 / 182476                                                                           | |
| ja   | Datei hochladen · Wikidata zu Altes Priesterseminar, später Haus der Vorsehung (Q29694495)                                                                                    | Altes Priesterseminar, später Haus der Vorsehung / Vieux Séminaire puis Maison de la Providence KGS-Nr.: 13169 | B    | G   | Rue de la Neuveville 3 578664 / 183674                                                                      | |
| ja   | Datei hochladen · Wikidata zu Villa von Marie Beuké, bekannt als Villa Alexandrine (Q29694496)                                                                                | Villa von Marie Beuké, genannt Villa Alexandrine / Villa de Marie Beuké dite Villa Alexandrine KGS-Nr.: 13170 | B    | G   | Avenue du Moléson 6 577831 / 183876                                                                         | |
| ja   | Datei hochladen · Wikidata zu Villa von Fritz Gränicher, bekannt als Villa Mont-Fleuri (Q29694499)                                                                            | Villa von Fritz Gränicher, genannt Villa Mont-Fleuri / Villa de Fritz Gränicher, dite villa Mont-Fleuri KGS-Nr.: 13171 | B    | G   | Avenue Jean-Gambach 9 577894 / 183912                                                                       | |
| ja   | Datei hochladen · Wikidata zu Mietvilla von Léon Cacciami (Q29694505) | Mietvilla von Léon Cacciami / Villa locatif de Léon Cacciami KGS-Nr.: 13172 | B    | G   | Chemin de Bethléem 22 577577 / 183156                                                                       | |
| ja   | Datei hochladen · Wikidata zu Ehemaliges Gasthaus de la Couronne (Q29689914)                                                                                                  | Ehemaliges Gasthaus La Couronne / Ancienne Auberge de la Couronne KGS-Nr.: 13336 | B    | G   | Rue des Forgerons 9 579419 / 183792                                                                         | |
| ja   | Datei hochladen · Wikidata zu Ehemaliges Gasthaus Weisses Kreuz (Q29689962)                                                                                                   | Ehemaliges Gasthaus Weisses Kreuz / Ancienne Auberge de la Croix-Blanche KGS-Nr.: 13337 | B    | G   | Grand-Rue 37 579116 / 183825                                                                                | |
| ja   | Datei hochladen · Wikidata zu Haus Diesbach, später Fégely (Q29689946) | Haus Diesbach, später Fégely / Maison Diesbach puis de Fégely KGS-Nr.: 13338 | B    | G   | Place de Notre-Dame 6 578903 / 184023                                                                       | |
| ja   | Datei hochladen · Wikidata zu Ehemalige Augenklinik später Kantonsspital (Q29689995)                                                                                          | Ehemalige Augenklinik, später Kantonsspital / Ancienne clinique ophtalmique puis hôpital cantonal KGS-Nr.: 13340 | B    | G   | Avenue du Moléson 17 577785 / 183910                                                                        | |
| ja   | Datei hochladen · Wikidata zu Ehemaliges Zunfthaus Maurer (Q29689901) | Ehemaliges Zunfthaus Maurer / Ancienne Abbaye des Maçons KGS-Nr.: 13369 | B    | G   | Ruelle des Maçons 1 578741 / 183960                                                                         | |
| ja   | Datei hochladen · Wikidata zu Ehemalige Knabenschule (Q29690011) | Ehemalige Knabenschule / Ancienne école des garçons KGS-Nr.: 13371 | B    | G   | Rue des Chanoines 1 578969 / 183968                                                                         | |
| ja   | Datei hochladen · Wikidata zu Ehemaliger Hauptsitz der Freiburger Staatsbank (Q29690055)                                                                                      | Ehemaliger Hauptsitz der Freiburger Staatsbank / Ancien siège de la Banque de l’État de Fribourg KGS-Nr.: 13373 | B    | G   | Place de Notre-Dame 2 578931 / 183967                                                                       | |
| ja   | Datei hochladen · Wikidata zu Gasthaus Engel (Q29690089) | Gasthaus Engel / Auberge de l’Ange KGS-Nr.: 13374 | B    | G   | Rue des Forgerons 1 579428 / 183751                                                                         | |
| ja   | Datei hochladen · Wikidata zu Gasthaus Bären (Q29690104) | Gasthaus Bären / Auberge de l’Ours KGS-Nr.: 13375 | B    | G   | Rue de la Neuveville 50 578806 / 183708                                                                     | |
| ja   | Datei hochladen · Wikidata zu Ehemaliges Zunfthaus des Maréchaux (Q29690120)                                                                                                  | Ehemaliges Zunfthaus Maréchaux / Ancienne Abbaye des Maréchaux KGS-Nr.: 13376 | B    | G   | Rue des Chanoines 9 579067 / 183956                                                                         | |
| ja   | Datei hochladen · Wikidata zu Gasthaus Zu den Gerbern (Q29690127) | Gasthaus Gerberei / Auberge des Tanneurs KGS-Nr.: 13377 | B    | G   | Place du Petit-Saint-Jean 7 579290 / 183594                                                                 | |
| ja   | Datei hochladen · Wikidata zu Haus und Gasthaus Schwanen (Q29690158) | Haus und Gasthaus Schwanen / Maison et Auberge du Cygne KGS-Nr.: 13378 | B    | G   | Rue des Bouchers 2 579064 / 183869                                                                          | |
| BW   | Datei hochladen · Wikidata zu Haus und Café du Belvédère (Q29690222) | Haus und Café du Belvédère / Maison et Café du Belvédère KGS-Nr.: 13380 | B    | G   | Grand-Rue 36 579119 / 183791                                                                                | |
| ja   | Datei hochladen · Wikidata zu Haus und Apotheke von Pierre Gendre, später Brasserie du Gothard (Q29690239)                                                                    | Haus und Apotheke von Pierre Gendre, später Brasserie du Gothard / Maison et pharmacie de Pierre Gendre puis Brasserie du Gothard KGS-Nr.: 13381 | B    | G   | Rue du Pont-Muré 16 578863 / 183917                                                                         | |
| ja   | Datei hochladen · Wikidata zu Mietshaus von Jean Savoy und Café Marcello (Q29690255)                                                                                          | Mietshaus von Jean Savoy und Café Marcello / Immeuble de rapport de Jean Savoy et Café Marcello KGS-Nr.: 13382 | B    | G   | Rue Jean-Grimoux 1 578416 / 184074                                                                          | |
| ja   | Datei hochladen · Wikidata zu Bibel+Orient Museum (Q679493) | Bibel-und-Orient-Museum / Musée Bible et Orient KGS-Nr.: 16952 | B    | S   | (Avenue de l’Europe 20) ruelle Laure Dupraz 1 578105 / 183935                                               | |
| ja   | Datei hochladen · Wikidata zu Haus de Castella de Berlens (Q123824978) | Haus de Castella de Berlens / Maison de Castella de Berlens KGS-Nr.: 17475 | B    | G   | Ruelle de Notre-Dame 2 578796 / 183950                                                                      | |